# Джелли, Личо
Личо Джелли (итал. Licio Gelli; 21 апреля 1919, Пистоя, Тоскана, Италия — 15 декабря 2015, Ареццо) — итальянский финансист, предприниматель и литератор. Наиболее известен своей ролью в затягивании расследования теракта в Болонье (1980), в скандалах c ложей «П2» (Propaganda Due, 1981) и с банком «Амброзиано», в которых были замешаны мафия и банковская система Ватикана (1982), а также отношениями с латиноамериканскими диктаторами XX века.

## Биография

### 1919—1945
Родился в городе Пистойя в Италии. В 1930-е годы он был чeрнорубашечником и одним из итальянских добровольцев, которые отправились в Испанию для участия в Гражданской войне на стороне фалангистов Франсиско Франко. В годы Второй Мировой войны занимался связями фашистской Италии с Третьим Рейхом, активно контактируя с лидерами последнего. В конце войны находился в Итальянской социальной республике Муссолини на севере Италии, продолжая оставаться лояльным режиму последнего.

### 1945—1981
Некоторое время работал на фабрике, а затем открыл собственное текстильное производство. В 1965 году Джелли стал членом неофашистского движения.
В 1970 году поддержал несостоявшийся государственный неофашистский переворот, ему была отведена существенная роль в планах по захвату власти. При этом Джелли активно участвовал в борьбе с левым подпольем в Италии, неоднократно его обвиняли в организации терактов и убийств активистов радикальных левых групп. Доказаны эти обвинения, однако, никогда не были. Также многократно обвинялся прессой в том, что его антикоммунистическая деятельность спонсировалась ЦРУ США и НАТО (см. Операция «Гладио»), но это также не было официально признано. Имея широкие связи с Аргентиной, Личо Джелли стал пользоваться дипломатическим иммунитетом и имел несколько дипломатических паспортов.
Одновременно Личо Джелли становится очень богатым и влиятельным человеком, владеет виллами в Италии и Латинской Америке, торгует ливийской нефтью и оружием, контролирует многие радиостанции и газеты и оказывается замешан в скандале с попыткой повлиять на выборы Президента США (так называемый октябрьский заговор).

#### Джелли в масонстве (с 1965)
В 1965 году Джелли вступил в одну из римских лож Великого востока Италии (ВВИ). В 1967 году Джелли был фактически поставлен во главе ложи «П2» тогдашним великим мастером ВВИ Джордано Гамберини.
Растущее влияние Джелли начало беспокоить тогдашнего великого мастера Лино Сальвини, который в конце 1974 года внёс предложение о прекращении деятельности («усыплении») ложи «П2». На конвенте Великого востока Италии, в декабре 1974 года за её усыпление проголосовали представители 400 из 406 представленных лож. В марте 1975 года Джелли выступил с обвинениями великого мастера в значительных финансовых преступлениях, забрав свои слова назад только после того, как тот выдал патент на возобновление работ ложи «П2», несмотря на то, что Великий Восток прекратил её существование всего лишь за четыре месяца до этого. Ложа «П2» стала регулярной, членство в ней больше не было тайным, и Джелли был назначен её досточтимым мастером. В 1976 году Джелли испросил разрешения временно приостановить работы в своей ложе, чтобы она при этом не была усыплена полностью. Этот юридический нюанс позволил ему сохранить некоторую видимость регулярности своего частного клуба, при этом будучи не подотчетным ВВИ.
В 1976 году «П2» была лишена патента и до 1981 года функционировала подпольно, нарушая законодательство Италии, запрещающее членство правительственных чиновников в тайных организациях. Статус масонской ложа теряет и переходит в разряд диких лож, которые никем не признавались (и не признаются) и общение на масонском уровне с которыми не ведётся.
В 1980 году Личо Джелли в одном из интервью проболтался о своём влиянии в масонстве Италии. Разгневанные этим заявлением братья ВВИ провели заседание масонского трибунала, решением которого Джелли в 1981 году был исключён из ордена, а ложа «П2» закрыта.
В 1980 году полиция начала в отношении Личо Джелли следствие по обвинению в серии подлогов.
В марте 1981 года следователи Джулиано Туроне и Гвидо Виола провели обыск на вилле «Ванда» близ Ареццо, принадлежащей Джелли. В руки полиции попадают документы, ставшие причиной самого крупного скандала в Италии. Наибольший интерес представляют 30 записных книжек-досье на крупных политиков, чиновников, финансистов, а также список ложи «П2», включающий 962 фамилии. Полученные улики дали полиции основания заявить о контактах «П2» с мафией, террористами и международными торговцами оружием. «П2» обвинили в причастности к похищению лидера ХДП Альдо Моро в 1978 году и взрыву на вокзале в Болонье в 1980 году, в возможных связях с ЦРУ.
Туроне и Виола составили доклад на имя президента Италии, в котором сообщили, что «найденная документация свидетельствует о существовании тайной организации, опасной для государственных институтов». Список членов «П2» попадает в личный сейф премьер-министра А.Форлани, который решил обнародовать документ.
Список членов «П2» (итал.)

### Обнародование «списка Джелли» (1981)
20 мая 1981 года список попадает в редакции газет и информационных агентств. Происходит скандал, который смёл кабинет Форлани. В списке оказались министр труда Франко Фоски, министр внешней торговли Энрико Манка, политический секретарь Итальянской социал-демократической партии Пьетро Лонго, вице-министр обороны Паскуале Бандиера, руководитель спецслужбы СИСМИ генерал Джузеппе Сантовито, один из его сотрудников генерал Пьетро Музумечи, прокурор Рима Кармело Спаньуоло (Carmelo Spagnuolo), начальник генштаба адмирал Джованни Торризи, вице-президент высшего совета магистратуры Уго Дезилетти, начальник канцелярии премьера Семпирини, генерал Вито Мичели, бывший глава итальянской секретной службы, замешанный в попытке неофашистского переворота в 1974 году. Кроме того, в списке фигурировали имена Сильвио Берлускони и ряда его будущих политических союзников, а также членов хунты аргентинского диктатора Виделы и ультраправого Аргентинского антикоммунистического альянса.
Всего в списке фигурировали 23 депутата, 10 префектов, 6 адмиралов, 7 генералов финансовой гвардии, 10 генералов корпуса карабинеров, около ста президентов частных и государственных фирм, 47 директоров банков, высокопоставленных офицеров, крупных юристов, журналистов и политических деятелей. Под контролем «П-2» находились 4 издательства и 22 газеты. Через 17 филиалов ложа контролировала почти всю территорию Италии.

### 1982—1986
Джелли удалось покинуть страну. В 1982 году Джелли был вынужден бежать в Швейцарию. При попытке снять большую сумму с одного из своих банковских счетов он был арестован. Опасаясь весьма вероятной экстрадиции на родину и суда, подкупив охранника, Личо бежит из тюрьмы через Францию и Монако, при помощи своих сторонников перебирается в Латинскую Америку, где в Уругвае, Аргентине и Чили имеет недвижимость и покровителей в лице местных диктаторов.
Специальная парламентская комиссия расследовала его прошлое и нашла целый ряд весьма компрометирующих знакомств, например, с обвинённым в подлоге банкиром Роберто Кальви (член ложи Propaganda Due N 519) и банкиром Микеле Синдоной (в 1979 арестован в США за подлог и убийство). Микеле Синдона, итало-американский банкир, ассоциированный с мафией, также был членом ложи «П2» (N 501). Он купил американский Национальный банк Франклина (1972), после банкротства которого через два года (1974) был осуждён, экстрадирован в Италию и, отбывая пожизненное заключение, отравлен в своей камере (1986).
Комиссия вынесла заключение, что деятельность «П2» попадает под действие 18-й статьи конституции Италии, запрещающей «секретные организации, преследующие, хотя бы и косвенно, политические цели путём создания структуры военного характера». Однако дальнейшее расследование застопорилось в связи с рядом смертей. От пуль убийц гибли ключевые свидетели, судьи, адвокаты и журналисты, проводившие собственные расследования.
На конвенте Великого востока Италии в марте 1982 года ни один из великих офицеров, задействованных в этом скандале, не был переизбран на следующий срок.

### 1987—1995
В 1987 году Джелли по не совсем понятным причинам возвращается в Швейцарию и сдаётся властям. Его осудили и приговорили к нескольким месяцам тюрьмы, причём в период отбывания наказания в Италии его также судили заочно, приговорив к длительным срокам заключения за банкротство банка Амброзиано и другие злоупотребления.
Выданный Италии, Джелли начинает отбывать наказание, периодически его снова и снова судят и приговаривают к новым сроком за выдачу государственных секретов, контрабанду денег и препятствование расследованию теракта в Болонье.

### 1996—2015
В 1996 году Джелли удаётся добиться некоторого смягчения наказания и его переводят под домашний арест. В 1998, опасаясь снова попасть за решётку, он бежит из-под ареста и скрывается.
Последний раз Джелли упоминался в прессе в октябре 2013 года, когда за масштабные финансовые махинации итальянский суд конфисковал у 94-летнего Джелли виллу.
Умер на своей вилле в Ареццо 15 декабря 2015 года.